# Şabran (mittelalterliche Stadt)
Koordinaten: 41° 17′ 44″ N, 48° 52′ 52″ O
Şabran war eine mittelalterliche Stadt in Aserbaidschan, die vom 5. bis zum 18. Jahrhundert existierte. Sie liegt im heutigen Bezirk Şabran. 

## Geschichte
Der Name der Stadt dürfte wohl bis in die Zeit der historischen Region Schirwan zurückgehen und ursprünglich, an den Namen Schirwans angelehnt, vor der Metathese Scharban bzw. Sarban (persisch für Karawanenführer, Kameltreiber) gelautet haben.
Şabran entstand zwischen dem fünften und siebten Jahrhundert und entwickelte sich zu einem wirtschaftlichen und kulturellen Zentrum und Verwaltungssitz. Im 10. und 11. Jahrhundert bildete die Stadt ein wichtiges politisches Zentrum des Staates von Schirwanschah und war womöglich auch Hauptstadt dieses Staates. 
Beim Einfall der Mongolen Mitte des 13. Jahrhunderts wurde die Stadt erobert und teilweise zerstört. Wiederaufbau und -belebung der Stadt dauerten vom Anfang des 14. Jahrhunderts bis zum Ende 15. Jahrhunderts. Im Verlauf der Kriege Anfang des 18. Jahrhunderts wurde die Stadt erneut erobert und schwer zerstört.

## Historische Erwähnungen der Stadt
Der Türke Evliya Çelebi schrieb, als er 1647 auf einer Reise nach Şabran kam: 
... Sie gilt nach Täbris als zweitgrößte Stadt in Persien. Sie besteht aus 77 Quartieren und der Moschee von Uzun Hasan. Die Wände der Moschee sind dünn und farbenreich ausgeschmückt, wie die Haut eines Chamäleons. Ornamente und Bildhauerarbeiten sind aus Marmor und versetzen Kenner der architektonischen Kunst in Erstaunen.
A. A. Bakihanov vermutete als Erster, dass es sich bei den Ruinen unweit des Dorfes Şahnəzərli heute gleichnamigen Rayon Şabran (früher Dəvəçi) nicht um die Städte Gjulistani-Irem handelt, sondern um das mittelalterliche Şabran.

## Soziales Leben
Die Bevölkerung von Şabran bestand überwiegend aus Muslimen, aber es gab auch Juden und Christen.

## Architektur
In den Jahren 1979–1999 fanden archäologische Ausgrabungen am Gebiet der Stadt auf fünf Grundstücken statt, ein Bereich von mehr als 4500 Quadratmetern wurde untersucht. Bis in eine Tiefe von 5 Metern wurden Überreste gefunden. Der Bereich der Ausgrabungen war vor Festungsmauern umgeben, die nach Meinung der beteiligten Wissenschaftler dem Schutz der Stadt dienten. Die Mauern sind mit halbrunden Türmen befestigt. Für den Bau wurden Kalkstein, Pflastersteine und Ziegel verwendet. Die Stadt wurde bis zur Mitte 13. Jahrhundert bewohnt. Im 14. Jahrhundert wurde im Westen der zerstörten Festung ein kleiner Schlossturm errichtet. Er hatte eine viereckige Form und glich einer abscheronischen Festung. Für seinen Bau wurde ebenfalls ein gemischtes Mauerwerk verwendet.
Die Ausgrabungen bezeugen die Einteilung der Stadt in einzelne Viertel. Die Häuser wurden aus Ziegeln auf einem Fundament errichtet. Die Stadt besaß ein Wasserleitungsnetz.

## Handwerk

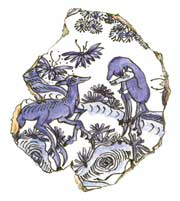
Scherbe eines keramischen Erzeugnisses aus Şabran

Die Wirtschaft Şabrans stützte sich auf das Handwerk. Bei den Ausgrabungen wurde unter anderem ein zehnteiliger Satz gebranntes Geschirr gefunden. Unter den Ruinen der Stadt wurde eine Werkstatt entdeckt, die ausschließlich der Herstellung dieser Keramiken diente. Die keramischen Erzeugnisse von Şabran besitzen vielfältige Formen und sind reich mit Ornamenten verziert.
Ein anderer erfolgreicher Wirtschaftszweig war die Metallverarbeitung. Gefunden wurden Überreste von Schmelzen, Kupferschmieden, Juweliere u. ä., dazu goldene und silberne Ringe samt Werkzeugen zu ihrer Bearbeitung.
Es wurden auch verschiedene Sorten Glas hergestellt, das zum Teil in andere Länder exportiert wurde. Den größten Erfolg im überregionalen Handel erreichten seidene und wollene Stoffe sowie Teppiche.

## Handel
Die Stadt unterhielt Handelsverbindungen mit Syrien, Ägypten, China und den Malediven. Vom sich entwickelnden Binnenhandel zeugen die gefundenen Münzen aus Kupfer. Bei den Ausgrabungen wurde ein eiserner Gegenstand gefunden, der an einen Prägestempel erinnert.